# Brachycephalus pulex
Espèce
Brachycephalus pulex est une espèce d'amphibiens de la famille des Brachycephalidae.

## Répartition
Cette espèce est endémique de l'État de Bahia au Brésil. Elle se rencontre de 200 à 950 m d'altitude dans la Serra Bonita à Camacan.

## Description
Cette espèce mesurent de 8,0 à 8,4 mm

## Publication originale
- Napoli, Caramaschi, Cruz & Dias, 2011 : A new species of flea-toad, genus Brachycephalus Fitzinger (Amphibia: Anura: Brachycephalidae), from the Atlantic rainforest of southern Bahia, Brazil. Zootaxa, vol. 2739, p. 33-40.